# Ангелов, Иван (художник)

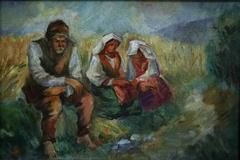
Отдых

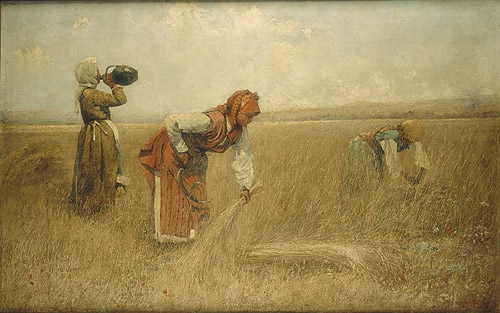
Жнецы

Иван Ангелов Стоянов, известный по имени и отчеству как Иван Ангелов (18 апреля 1864, Бреница — 4 августа 1924, София) — болгарский художник, график, педагог, профессор (1921), основатель болгарской школы критического реализма в живописи.

## Биография
Родился в крестьянской семье в селе Бреница (Плевенской области) в предгорьях Балканских гор. Начальное образование получил в школе в Тырнове (ныне Велико Тырново), затем продолжил учёбу в Загребе, а затем в Осиеке (в те годы на территории Австро-Венгрии).
Способности к рисованию привели Ивана в 1882 в Художественно-прикладное училище в Мюнхене, откуда через год, он перешёл в Королевскую Баварскую Академию изящных искусств, где под руководством директора Академии профессора Карла Пилота, представителя академического направления в немецкой живописи XIX века, он получил прекрасную подготовку в академическом рисунке.
В 1886 после окончания мюнхенской Академии Иван Ангелов вернулся в Болгарию и трудился преподавателем рисования в школах Варны, затем Софии. В Софии в 1887 состоялась его первая персональная выставка (вторая в Болгарии после освобождения от турок, первой выставкой болгарской живописи была выставка Ивана Димитрова в 1885 году). На своей выставке Ангелов показал жанровые картины, серию пейзажей Болгарии, благожелательно встреченные болгарской общественностью.
С целью завершения художественного образования Иван Ангелов отправляется в Италию, где в 1888—1889 знакомится с произведениями великих итальянских мастеров, изучает творчество современных ему итальянских художников.
С 1889 художник снова начинает преподавать рисунок и живопись в школах Сливена и Пловдива, а затем в Софии. В течение ряда лет преподавал в софийском Рисовальном училище (в 1908—1921 — Художественно-индустриальное училище).
Был одним из инициаторов создания на его базе болгарской Академию художеств. С 1921 года со дня преобразования училища в Академию — профессор.

## Творчество
Иван Ангелов — автор многих пейзажей, жанровых картин, портретов, большого числа рисунков и акварелей. Основная тема его творчества — труд и быт болгарских крестьян.

## Избранные работы
- Пейзаж Сливена, 1888;
- Жатва, 1892;
- Жница, 1892;
- Бог дал, бог взял, 1903;
- Буря в сердце и на небе, 1905;
- Веяльщица, 1919;
- Ливада, 1919;
- Сборщица роз, 1921;
- Косарь, 1924 и др.

В 1892 экспонировавшаяся на Пловдивской ярмарке картина «Жатва» была удостоена золотой медали. В 1904 художник представил свои работы на Первой Южнославянской выставке в Белграде, а в 1906 году — на Второй Южнославянской выставке в Софии, в 1907 —
принял участие в Международной художественной выставке в Лондоне и в том же году его работы экспонировались во Флоренции на выставке Общества итальянских художников, в 1922 — на выставке болгарского искусства в Вене и многих других.